# Шабака
Шабака (греч. Σαβακών) — царь Кушитского царства и фараон Древнего Египта, правивший приблизительно в 716 — 701 годах до н. э.

## Биография

### Происхождение
Вероятней всего, Шабака был сыном фараона Кашта и царицы Пебатмы. Хотя существуют и другие версии:
- по устаревшей версии Шабака был сыном фараона Кашта и фиванской жрицы Шепенупет. Эта версия была связана с тем, что Шепенупет носила титул Супруги бога Амона, верховной жрицы в Фивах. Эту должность обычно занимала одна из царевен правящей династии — Шепенупет была дочерью фараона XXIII династии Осоркона III. Когда фараон Кашта распространил своё влияние на Верхний Египет, он добился, чтобы его дочь Аменирдис стала следующей Супругой бога Амона. Для этого Шепенупет должна была формально удочерить Аменирдис. До нашего времени дошли надписи, где Аменирдис упоминается как дочь Шепенупет. Так как Шабака был братом Аменирдис, Шепенупет одно время ошибочно считалась его матерью;
- была найдена надпись времён фараона Тахарка, из которой можно прочитать (хотя это не бесспорно — надпись плохо сохранилась), что Шабака был братом Тахарка и, таким образом, сыном фараона Пианхи.

Шабака начинает собою ряд чисто эфиопских царских имён и, в представлении древних греков, является основателем XXV (Эфиопской) династии (в настоящее время к этой династии относят и брата Шабаки Пианхи и его отца Кашту). Шабака женился на дочери Пианхи и утвердил свои права на египетский престол не только происхождением, но и этим союзом.
Жёны:
- Главной женой Шабаки была царица Калхата[англ.] (захоронение Эль-Курру, K.5), согласно ассирийским источникам она была сестрой фараона Тахарки. Шабака и Калхата были родителями будущего фараона Тануатамона, и, скорее всего, будущего фараона Шабатака[1]. Надпись на статуе сына и Верховного жреца Амона Харемахета (XXV династия) помогла установить последовательность правителей: Шабатака правил ранее Шабаки, а не наоборот[2]. Есть мнение, что царица Табекенамун[англ.] (дочь фараона Пианхи) была женой Шабака[3]. Хотя существует и другое мнение, что Табекенамун была женой фараона Тахарка[1].

- Царица Месбат (англ. Mesbat) упоминается на саркофаге Харемахета как его мать.
- Шабака был отцом ещё по крайней мере двоих детей (но имя их матери / матерей неизвестно): дочь Пианкарта (англ. Piankharty) стала женой фараона Тануатамона (брата по отцу), её имя присутствует на стеле Тануатамона; ещё одна дочь Истемхеб (англ. Isetemkheb H) тоже была женой фараона Тануатамона и захоронена в Абидосе.

### Покорение Египта
Заняв престол, Шабака объявил притязания на владение Египтом и вновь двинул свои войска на север. Захватил Фивы, где водворил на должность верховной жрицы Амона свою сестру Аменирдис, которая, по-видимому, была временно изгнана оттуда Осорконом III. После этого она правила там фактически независимо.
Шабака выказывал большое расположение к жрецам и покровительствовал храмам, за что в свою очередь пользовался поддержкой жречества. Шабака нанёс новое поражение князьям Дельты и Среднего Египта, среди которых нашёл союзника — гермопольского царя Немарата. Фараон Нижнего Египта Бокхорис был повержен Шабакой и сожжен в собственном дворце. Документальных свидетельств о покорении Шабакой Египта нет, но утверждение Манефона, что Шабака сжёг Бокхориса живьем, означает, что война была и эфиопскому царю пришлось заново с трудом покорять Дельту.
Таким образом, Шабака завершил объединение Египта и Куша, начатое его братом Пианхи, и стал повелителем одной из крупнейших держав тогдашнего мира, объединившей всю долину Нила. На севере границы этой державы доходили до Синая, а её влияние распространялось на Палестину; на юге они, возможно, доходили до Сеннара, где найден скарабей с именем Шабаки.

### Имя
| G5 |

| G5 |

| S29 | D58 | N29 · N17 · N17 |

| S29 | D58 | N29 · N17 · N17 |

| G16 |

| G16 |

| S29 | D58 | N29 · N17 · N17 |

| S29 | D58 | N29 · N17 · N17 |

| G8 |

| G8 |

| S29 | D58 | N29 · N17 · N17 |

| S29 | D58 | N29 · N17 · N17 |

| nswt&bity |

| nswt&bity |

| N5 | F35 | D28 |

| N5 | F35 | D28 |

| N5 | F35 | D28 |

| N5 | F35 | D28 |

| N5 | F35 | D28 |

| N5 | F35 | D28 |

| N5 | F35 | D28 |

| N5 | F35 | D28 |

| N5 | F35 | E1 |

| N5 | F35 | E1 |

| N5 | F35 | E1 |

| N5 | F35 | E1 |

| N5 | F35 | E1 |

| N5 | F35 | E1 |

| N5 | F35 | E1 |

| N5 | F35 | E1 |

| M17 | Y5 · N35 · U7 | N5 | D388 |

| M17 | Y5 · N35 · U7 | N5 | D388 |

| M17 | Y5 · N35 · U7 | N5 | D388 |

| M17 | Y5 · N35 · U7 | N5 | D388 |

| M17 | Y5 · N35 · U7 | N5 | D388 |

| M17 | Y5 · N35 · U7 | N5 | D388 |

| M17 | Y5 · N35 · U7 | N5 | D388 |

| M17 | Y5 · N35 · U7 | N5 | D388 |

| F35 | N5 · D28 |

| F35 | N5 · D28 |

| F35 | N5 · D28 |

| F35 | N5 · D28 |

| F35 | N5 · D28 |

| F35 | N5 · D28 |

| F35 | N5 · D28 |

| F35 | N5 · D28 |

| G39 | N5 |

| G39 | N5 |

| M8A | E10 | D28 |

| M8A | E10 | D28 |

| M8A | E10 | D28 |

| M8A | E10 | D28 |

| M8A | E10 | D28 |

| M8A | E10 | D28 |

| M8A | E10 | D28 |

| M8A | E10 | D28 |

| N37 | E10 | D28 |

| N37 | E10 | D28 |

| N37 | E10 | D28 |

| N37 | E10 | D28 |

| N37 | E10 | D28 |

| N37 | E10 | D28 |

| N37 | E10 | D28 |

| N37 | E10 | D28 |

| M17 | Y5 · N35 · U7 | M8A | E10 | D28 |

| M17 | Y5 · N35 · U7 | M8A | E10 | D28 |

| M17 | Y5 · N35 · U7 | M8A | E10 | D28 |

| M17 | Y5 · N35 · U7 | M8A | E10 | D28 |

| M17 | Y5 · N35 · U7 | M8A | E10 | D28 |

| M17 | Y5 · N35 · U7 | M8A | E10 | D28 |

| M17 | Y5 · N35 · U7 | M8A | E10 | D28 |

| M17 | Y5 · N35 · U7 | M8A | E10 | D28 |

### Отношения с Ассирией
Ливийские князья Дельты не желали смириться, и возлагали надежды на ассирийцев, неуклонно продвигавшихся к границам Египта. О сношениях Шабаки с Ассирией известно мало; некоторые полагают, что он тождествен с упоминаемым в Библии Сигором, на которого надеялись восставшие против Ассирии Ганнон и Осия (730—721 гг до н. э.), и с Сибе, разбитым при Рафии Саргоном II (720 год до н. э.); последний, впрочем, назван в клинописи туртаном (высшее воинское звание) и вполне возможно, что Сибе действительно был одним из полководцев Шабаки. Хотя хронологически более правильным кажется, что эти упомянутые столкновения ассирийцев с Египтом произошли при фараоне Бокхорисе.
Когда Саргон II в 714 году до н. э. нанёс поражение Урарту и разорил его культовый центр Мусасир, кушито-египетская держава лишилась наиболее мощного из возможных союзников. Шабака стремился избежать, как излишних репрессий против своих новых подданных, так и поводов для агрессии ассирийцев. В 711 году до н. э. он даже выдал ассирийскому царю Саргону II Иамани царя Ашдода, который бежал в Египет после разгрома поднятого им восстания. Для борьбы с Ассирией Шабака создал коалицию, в которую вошли Тир, Иудея, Эдом, Моав, Аммон, а также соседние с ними племена бедуинов. Сознавая серьезную опасность, проистекавшую от непосредственной близости Ассирии, Шабака немедленно отправил своих агентов сеять мятеж среди сирийско-палестиниких государств, обещал поддержку ассирийским вассалам в случае, если они поднимутся против ассирийского царя. Памятуя прошлое египетское правление и сравнивая его с тяжким бременем ассирийского господства они с готовностью внимали эмиссарам Шабаки. В одной только Иудее пророк Исайя предвидел, что помощь Египта была блефом и эфиопам не сломить могущества Ассирии. И пророк был прав. Ассирийский царь, услышав о зарождавшейся против себя коалиции, нанес удар первым. Вчерашние союзники Шабаки сразу же отказались от него и поспешили выразить свою покорность, чем и вымолили себе прошение у повелителя в Ниневии.
Новые походы ассирийских войск в Финикию и Палестину при царе Синаххерибе, сыне Саргона II, заставили Шабаку послать сюда свои войска. Возглавил египетскую армию племянник Шабаки Тахарка. При Альтаку (около Экрона) Синахериб разбил египетские войска, пришедшие на помощь повстанцам Экрона, причём в плен попали и сыновья Шабаки (ок. 701). Египтяне бежали, бросив союзников на произвол судьбы. Это не помешало Шабаке приказать художникам изобразить себя в традиционной позе египетского фараона, попирающего азиатских и африканских князьков. Синаххериб со своей стороны трубил о своих победах.
Однако до большой войны дело пока не доходило, тем более что ассирийскому царю приходилось подавлять восстания в Вавилоне, Нижней Месопотамии, Эламе. Очевидно, Ассирия и Напата пришли к какому-то соглашению о разграничении своих территорий. При раскопках дворца Синаххериба в Ниневии была найдена глиняная булла, которая, несомненно, скрепляла договор между Ассирией и Напатой. На булле сохранились оттиски двух печатей — Синаххериба и Шабаки.

### Строительная деятельность
Шабака заботился о приведении Египта в благоустройство после смут: были поправлены каналы и плотины, города получили защиту от наводнений. Шабака оказывал покровительство жрецам. Храмы при нём реставрировались и украшались. Шабака украсил храм в Карнаке, где его имя можно видеть на многих постройках, которые он отреставрировал или сделал к ним какие-либо пристройки; в Луксоре Шабака реставрировал главные врата. Много Шабака строил в Мемфисе. Одна из мемфиских улиц ещё при Птолемеях называлась «улица Шабаки». Согласно Геродоту, чтобы найти рабочие руки, царь, за неимением пленных, освобождал от казни преступников и заставлял их работать на строительстве.

В Бубастисе ручке Систр; в Атрибис перемычки ; Саис в две колонки и стел в дельте реки; в Мемфисе и Саккара, в частности, в [или более] часовни, второй Apisbegräbnis своё правление в 14-й год, стелы, статуи и мелкие объекты; в оазис Бахария блока; в Абидосе могиле или кенотаф дочери Шабаки; в Дендере корпуса и памятников из золота и серебра на стеле архитектора Paudenhor; в Medamud портик, в Мединет-Абу пилон небольшом храме; в Карнаке восстановление 4-го пилона и стволовых украшение в Птаха храма, обновление «сокровищницу» в северной части фестиваля зале Тутмоса III работу на «Золотой дом» (с колоннами к северу от третьего пилона), Посвящение (с Amenirdis) часовня Осириса-Господа-от-жизни, предшественник здания Taharqa на Святом Престоле; в Луксор рельефами и портиком; в Вади-Хаммамат надпись из 12-го года и в Esna Наоса. В Нубии (также не в Элефантина) Шабаки не засвидетельствовано. В свою очередь, свидетельства найдены в Судане, как работы по храму Кава (колонка преданность Anukis); Небольшие находки, в том числе Zerenmonialstempel в районе Донгола .
Секст Африкан цитируя Манефона указывает, что Шабака (Сабакон) правил в течение 8 лет, но Евсевий Кесарийский (из Синкелла и Армянская версия), ссылаясь на того же Манефона, говорит, что Шабака царствовал 12 лет.
Предполагается, что Шабака умер в свой 10-й год правления. Эта версия основана на надписи на его кубической статуи (теперь находится в Британском музее № 24429). Надпись датирована 11-м днём второго месяца сезона Шему 10-го года правления Шабаки. Шабака был похоронен в Эль-Курру, в пирамиде KU15. Погребальная обстановка там была обновлена. Как и в случае с Пианхи, рядом с его могилой были захоронены его лошади.
В Берлине есть две скульптуры Шабаки из храмов Пта в Мемфисе и Мединет-Абу.

## Камень Шабаки
Ко времени Шабаки относится интересный археологический памятник, так называемый «Камень Шабаки» или «Мемфисская теология». В качестве создателя мира в этом тексте предстает мемфисский бог Птах: творение совершается им при помощи называния имен всех живых существ и предметов, образы которых (в качестве их «двойников» — Ка) Птах до этого замыслил «в своем сердце». «Тексты Шабака» начинаются с несколько странного введения, написанного резчиком, осуществлявшим копирование. Согласно этому введению, фараон Шабака хотел сохранить для потомков некоторые древние писания, пришедшие в негодность (возможно, они были начертаны на папирусе или на дереве), и приказал нанести их на плиту из чёрного гранита. Резчик высек:

«Эти письмена скопированы заново его величеством в доме его отца Птаха… потому, что его величество обнаружил, что творения предков изъедены червями…»
Египтологи долго не могли определить достоверность сообщения о копировании на «камень Шабаки» исходного более древнего текста: с одной стороны, язык его действительно очень архаичен и сильно напоминает «Тексты пирамид», что служит косвенным доказательством древности происхождения источника, с другой — намеренная архаизация религиозных памятников, воспроизведение в них стиля и языка чрезвычайно древних образцов (вплоть до III тыс. до н. э.) — это общая тенденция середины I тыс. до н. э. Консенсус учёных заключается в том, что надпись — стилизация, выполненная в VII веке до н. э. по приказу самого́ Шабаки.

## Шабака в трудах античных авторов
Пятидесятилетний период владычества эфиопов с их тремя царями: Шабакой, Шабатакой, Тахаркой античные авторы (Геродот и Диодор) соединили в одно царствование первого из них вопреки показаниям египетских памятников, согласно с которыми излагал историю эфиопских царей Манефон.

«После него, рассказывали жрецы, царствовал слепец из города Анисиса по имени также Анисис. В его правление эфиопы с сильным войском вторглись в Египет под предводительством своего царя Сабака. Слепец Анисис бежал в прибрежные низменности, а эфиоп стал царём Египта и царствовал 50 лет. За это время он совершил вот что. Если египтянин совершал какое-нибудь преступление, то царь его не казнил. Он осуждал каждого преступника соответственно тяжести его вины на земляные работы в том городе, откуда тот происходил. Таким-то образом города выросли ещё выше [над своим основанием]. Ведь сначала насыпи были сооружены рабочими, которые прокопали каналы при царе Сесострисе, а теперь при эфиопском царе их подняли ещё выше. Хотя и другие египетские города расположены высоко, однако, по-моему, самые значительные насыпи находятся у города Бубастиса. Избавился же Египет от владычества эфиопского царя, по рассказам жрецов, вот каким образом. Бежал эфиопский царь из страны вследствие сновидения. А привиделось ему, что предстал пред ним некий человек и дал совет собрать всех египетских жрецов и разрубить каждого пополам. Увидев этот сон, царь сказал, что боги, видимо, побуждают его таким советом осквернить святыни и навлечь на себя мщение богов и людей. Но он не последует совету, а, напротив, покинет страну, так как время его владычества [над Египтом], предреченное оракулом, уже истекло. Ведь ещё в Эфиопии оракул, который вопрошают эфиопы, предрёк ему пятидесятилетнее царствование в Египте. Так вот, по истечении этого срока Сабак (к тому же встревоженный сновидением) добровольно удалился из Египта».

«Много лет спустя над Египтом царствовал Сабакон, родом эфиоп, отличавшийся от предшественников и благочестием, и честностью. Примером его милосердия можно взять то, что он отменил величайшее из традиционных наказаний — я имею в виду лишение жизни. Вместо смерти он заставил виновных работать закованными в городах на общественных работах, и с их помощью построил большие насыпи, а также вырыл много удобных отводных каналов, — таким вот образом решил с одной стороны уменьшить строгость наказания виновным и принести большую пользу городу взамен бессмысленных наказаний. А о высоте его благочестия можно судить по тому видению, что явилось ему во сне, и по отречению от власти. Привиделось ему во сне, будто божество из Фив сказало, что он не сможет царствовать в Египте в спокойствии и долгое время, если не изрубит всех жрецов и не пройдёт через них со свитой. И поскольку это видение повторялось постоянно, он послал за жрецами со всей страны и сказал, что оставаясь в Египте, он тем самым огорчает божество, иначе не последовало бы ему во сне такого повеления. Он желает скорее уйти чистым от всякой скверны и перепоручить свою жизнь судье, чем править Египтом, оскорбляя бога и осквернив себя нечестным убийством. И, в конце концов, передав власть местным жителям, он вернулся в Эфиопию».